# Голиков, Олег Александрович
Олег Александрович Голиков (род. 21 октября 1968, Чесма, Челябинская область, РСФСР, СССР) — российский политический деятель, депутат Государственной думы VIII созыва (с 2021 года) от партии «Единая Россия».

## Биография
Родился 21 октября 1968 года в селе Чесма Челябинской области.
В 1985 году окончил Бреденскую среднюю школу №1.
Два года службы в армии — в батальоне охраны военно-воздушной Академии имени Ю.А. Гагарина.
Образование высшее.
В 1992 году окончил Челябинский государственный технический университет по специальности «Электроснабжение промышленных предприятий».  
Несколько лет руководил строительной организацией.
С 1996 по 1998 гг. работал в администрации Калининского района г. Челябинска.
В начале 2000-х годов руководил сельхозпредприятием «Кулуево».
С 2002 года — в сфере городского коммунального хозяйства. В должности зам. директора МУП «Производственное объединение водоснабжения и водоотведения» г. Челябинска разрабатывал программы экономического развития предприятия.
С 2012 по 2019 гг. работал в Госкорпорации «Росатом» заместителем директора «Российского федерального ядерного центра — Всероссийского научно-исследовательского института технической физики» (г. Снежинск). 
Четырежды избирался в Законодательное собрание Челябинской области.
Заместитель председателя Законодательного Собрания Челябинской области в период с декабря 2018 года по сентябрь 2021 г. 
В сентябре 2021 года избран депутатом Государственной думы VIII созыва. Стал заместителем председателя комитета по малому и среднему предпринимательству.
Из-за вторжения России на Украину Голиков находится под международными санкциями Евросоюза, США, Великобритании и ряда других стран.
С февраля 2022 организовал сбор и доставил в Донбасс несколько гуманитарных грузов, в октябре 2022 года стал добровольцем.

## Личная жизнь
Женат, трое детей.

## Награды
- Орден Мужества (2023)[5]
- Медаль «За заслуги перед Челябинской областью» II степени (24 мая 2024) — за заслуги в законотворческой деятельности, принесшие значимые для Челябинской области результаты